# Gypona ileota
Gypona ileota är en insektsart som beskrevs av Freytag 2005. Gypona ileota ingår i släktet Gypona och familjen dvärgstritar. Inga underarter finns listade i Catalogue of Life.